# Bresles

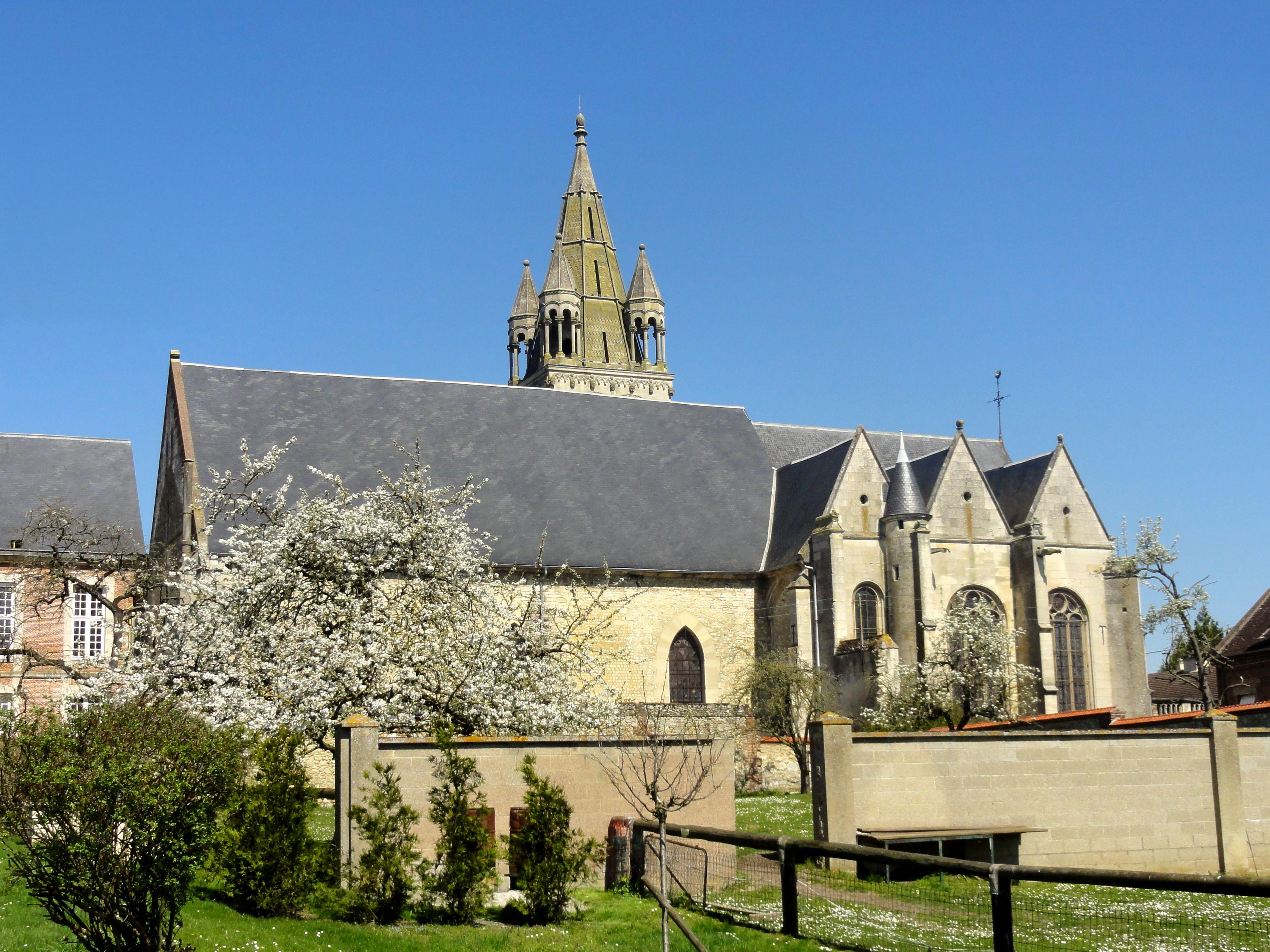
Kostel sv. Gervasia a Protasia

Bresles je francouzská obec v departementu Oise v regionu Hauts-de-France. V roce 2013 zde žilo 4 260 obyvatel.

## Poloha
Leží asi 10 km východně od Beauvais, asi 80 km severně od Paříže. Sousední obce jsou: Bailleul-sur-Thérain, Le Fay-Saint-Quentin, Hermes, Laversines, La Neuville-en-Hez, Rémérangles, Rochy-Condé a La Rue-Saint-Pierre.

## Vývoj počtu obyvatel
Počet obyvatel

## Pamětihodnosti
- Kostel svatých Gervasia a Protasia z 11. století, později rozšířený a přestavěný
- Zřícenina hradu Bresles, založeného 1212
- Zámek Bresles ze 16. století patřil biskupům z Beuavais